# 마이클 B. 실버
마이클 B. 실버(Michael B. Silver, 1967년 7월 8일 ~ )는 미국의 배우이다.
뉴욕에서 태어났다.

## 출연 작품
- 투 더 본 (2017년)
- 데이 브레이크 (2006년)
- 메디컬 인베스티게이션 (2004년)
- 더 빅 타임 (2002년)
- 아이 엠 샘 (2001년)
- 금발이 너무해 (2001년)
- 세븐 걸프렌드 (1999년)
- 브루드하운드 (1997년)
- 에너미 위딘 (1994년)
- 라스트 프라이데이 (1993년)

### 텔레비전
- ER (1995-2009)
- Once and Again (2001)
- CSI: 마이애미 (2004-06)
- 샤크 (2006-07)
- 베로니카 마스 (2006-07)
- 라스베가스 (2007-08)
- 일라이 스톤 (2008)
- 로열 페인스 (2010-16)